# Florida spagnola
Per Florida spagnola si intende la colonia della Florida sotto dominazione spagnola, che era una provincia del vastissimo territorio del vicereame della Nuova Spagna. Sebbene non avesse delimitazioni ben definite, originariamente la Florida si estendeva a gran parte degli attuali Stati Uniti sud-orientali, ovverosia comprendeva, oltre alla Florida stessa, anche le due Caroline, la Georgia e l'Alabama. La Spagna, per tutto il periodo coloniale, rivendicò il possesso dell'area compresa tra la Florida e la baia di Chesapeake, ma senza mai controllarla effettivamente. La Spagna, già dal Cinquecento, si trovò a fronteggiare, per il possesso di questi territori, le altre potenze europee, in modo particolare la Francia e la Gran Bretagna.

## Esplorazione e colonizzazione
Nel corso del Cinquecento gli spagnoli intrapresero molte esplorazioni ad ampio raggio, ma non riuscirono a controllare effettivamente una porzione di territorio vicino alla costa dell'attuale Florida e della Georgia meridionale. La Florida prese il nome da Juan Ponce de León, il quale raggiunse il continente americano nel 1513. In un secondo viaggio, nel 1521, Ponce de León venne ferito a morte. Nel frattempo Estevão Gomes, un portoghese che navigava sotto bandiera spagnola, arrivò nel Maine e nella costa canadese e poté vedere Cape Cod nel 1524. Nel 1526 Lucas Vázquez de Ayllón fondò il primo insediamento negli attuali Stati Uniti, probabilmente a Sapelo Island, in Georgia. Questo insediamento non durò a molto per la cattiva pianificazione e per le condizioni meteorologiche avverse.
Nel 1526 la spedizione di Pánfilo de Narváez, formata da seicento uomini, riuscì ad esplorare l'interno della Florida e a navigare nella costa texana, ma fece naufragio e molti uomini perirono, tra cui lo stesso Narváez. Quattro sopravvissuti al naufragio, comandati da Álvar Núñez Cabeza de Vaca, luogotenente e tesoriere di Narváez, i quali, per sopravvivere, vagarono per otto anni verso occidente, arrivando fino alla Baja California. Durante questo periodo Cabeza de Vaca e i suoi uomini vissero con varie tribù amerindiane. Dopo il suo arrivo a Città del Messico, Cabeza de Vaca scrisse, dopo il 1537, una relazione ufficiale diretta alla corona spagnola. La relazione, pubblicata nel 1542 con il titolo di Naufragios riporta le esperienze di Cabeza de Vaca.
Nel 1537 Hernando de Soto ebbe il permesso, dalla corona spagnola, anche se a proprie spese, di insediarsi e colonizzare la Florida. Nel maggio del 1539 la spedizione di de Soto, formata da 570 tra uomini e donne, arrivò nell'attuale Tampa. Il percorso esatto della spedizione è sconosciuto, ma è certo che fu la prima a penetrare, in un viaggio impressionante, a fondo nel sud-est dell'America Settentrionale attraverso gli attuali stati USA della Florida, della Georgia centrale, delle Caroline, del Tennessee, del Mississippi, dell'Alabama e dell'Arkansas. Nel maggio 1541 de Soto arrivò fino al fiume Mississippi, battezzandolo col nome di "Rio Grande de la Florida". Continuò le sue esplorazioni per un altro anno, seguendo il corso del Mississippi e probabilmente raggiungendo gli attuali stati del Texas e della Louisiana. Durante il viaggio, oltre la metà degli uomini e delle donne della spedizione perirono per i più svariati motivi; anche lo stesso de Soto si ammalò e morì nel 1542. Sebbene de Soto non riuscì a centrare il suo obiettivo di trovare tanta ricchezza, come quella accumulata con gli Incas, de Soto aprì il cammino per l'esplorazione e la colonizzazione spagnola nel Nordamerica.

## Rivalità imperiali
Per contrastare gli interessi francesi in America, nel 1559 la Corona spagnola ordinò a Tristán de Luna y Arrellano di fondare un insediamento spagnolo a Pensacola, però, durante la spedizione, la maggior parte delle navi venne distrutta da un uragano e dovette quindi ritornare a Città del Messico caduto in disgrazia. Successivamente ci furono altri tentativi di colonizzazione, ma furono fermati da indigeni ostili o dagli attacchi francesi. Re Filippo II diede incarico a Pedro Menéndez de Avilés di fondare una colonia in Florida. Menéndez de Avilés fondò San Augustín, il primo insediamento europeo permanente in Nordamerica. St. Augustine venne ripetutamente distrutta dalle potenze rivali, ma gli spagnoli la ricostruirono. Un altro obiettivo di Menéndez de Avilés fu quello di attaccare Fort Caroline, insediamento francese ugonotto fondato nel 1564 che poteva anche minacciare le navi spagnole colme di tesori. Menéndez de Avilés attaccò la colonia francese, distrusse l'insediamento e imprigionò gli abitanti.
Nel 1585-86 Sir Francis Drake fece una serie di incursioni contro diverse comunità spagnole della costa caraibica, tra cui San Agustín in Florida, che venne saccheggiata e distrutta. Agli inizi del Seicento anche gli inglesi iniziarono a creare insediamenti nella costa Atlantica del Nordamerica. Nel 1702 gli inglesi devastarono ancora una volta San Augustín e distrussero le missioni spagnole nella Florida settentrionale.
Il drammatico viaggio di René-Robert Cavelier, Sieur de La Salle seguendo la corrente del fiume Mississippi verso sud, fino ad arrivare alle foci. Questo immenso territorio, rivendicato dai francesi con il nome de "La Louisiane" diede le prime preoccupazioni alla Spagna. Prima di quel viaggio, l'area lungo la costa del Golfo del Messico era considerata esclusivamente territorio spagnolo. Così gli spagnoli intrapresero una serie di spedizioni nel Texas orientale alla ricerca degli arroccamenti francesi.
Probabilmente La Salle fece costruire Fort St. Louis in Texas, ma venne distrutto dalla tribù indigena dei Karankawa. Nel 1689 una spedizione spagnola riportò che aveva trovato i resti del forte e aveva salvato cinque bambini francesi (quattro fratelli e una sorella) da una tribù amerindiana delle vicinanze.
Agli inizi del Settecento la Francia fondò alcuni insediamenti lungo la costa del golfo, a Mobile, Biloxi e, soprattutto, a la Nouvelle Orléans, in modo da rinforzare le sue pretese originarie. Quando nell'agosto del 1717 la francese Compagnie des Indes assunse pieno controllo sulla Louisiana, la Spagna sentì sempre di più minacciato il suo avamposto di Pensacola in Florida e dal suo punto di vista i francesi violavano il territorio spagnolo e minacciavano direttamente il Messico. Dopo lo scoppio della guerra tra Francia e Spagna nel gennaio 1719 conseguente alle ambizioni del re di Spagna Filippo V in Italia, una spedizione francese, partendo dall'Ile Dauphin (a sud di La Mobile) si impossessò di Pensacola nel maggio 1719. Nell'agosto dello stesso anno, gli spagnoli tentarono un contrattacco con un'imponente forza navale proveniente da La Havana, ma fallirono. Nel 1722 i francesi si decisero, anche se con riluttanza, a restituire Pensacola alla Spagna, come parte di uno scambio diplomatico in cui Francia, Paesi Bassi, Gran Bretagna e Sacro Romano Impero fecero parte nella Quadruplice alleanza. Quindi la Francia e la Spagna si accordarono sul rispetto e la protezione delle rispettive colonie nel mondo, ma, nonostante questo riavvicinamento diplomatico, le due potenze continuarono a diffidare l'una dall'altra nei decenni successivi.
Nel 1762 la Francia cedette la Louisiana alla Spagna, che a sua volta cedette quasi tutta la Florida alla Gran Bretagna, come interscambio della più preziosa Havana, conquistata dagli inglesi durante la guerra dei sette anni. Durante la guerra d'indipendenza, gli spagnoli lottarono a fianco degli americani e con le vittorie di Bernardo de Gálvez a La Mobile e a Pensacola, la Spagna riuscì a scacciare gli inglesi dalla Florida. Però la rapida crescita degli Stati Uniti rese nuovamente precaria la presenza spagnola in Florida. Così all'inizio dell'Ottocento, la Spagna controllava effettivamente nella Florida occidentale solo l'area di Pensacola. Nel 1821 Andrew Jackson accettò formalmente la cessione spagnola della Florida agli Stati Uniti.

## Le missioni francescane
I francescani spagnoli, e anche altri missionari, familiarizzarono con i popoli indigeni della regione, che comprendevano i Timucúa, i Calusa e gli Apalache. Francisco de Pareja, un frate francescano che, nel Seicento, lavorò per molto tempo in Georgia e nella missione di San Agustín, compilò e pubblicò dei catechismi e degli studi linguistici sulla lingua dei Timucúa con l'obiettivo di introdurre gli indigeni alla cultura spagnola e alla fede cattolica. Già prima dell'anno 1675 gli spagnoli organizzarono il territorio della Florida in quattro missioni, definite "province". In queste province gli indigeni, oltre a cacciare e pescare, coltivavano mais, legumi e altri cereali.